# تشيستر (نيوهامشير)
تشيستر (بالإنجليزية: Chester, New Hampshire)‏ هي معلم جغرافي تقع في الولايات المتحدة في Rockingham County. يقدر عدد سكانها بـ 4,768 نسمة ومساحتها 67.4 كم2 وترتفع عن سطح البحر 142 متر.

## معرض صور

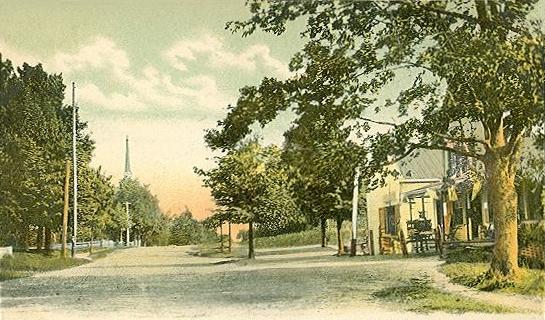
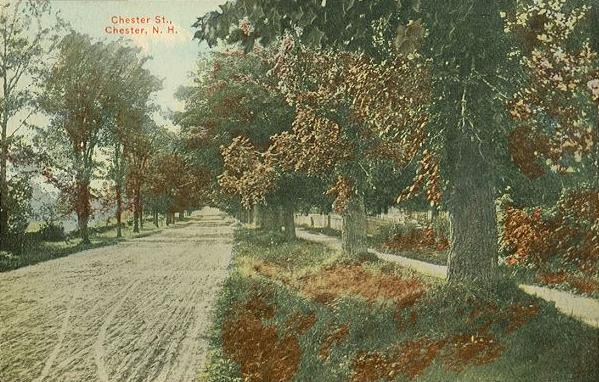
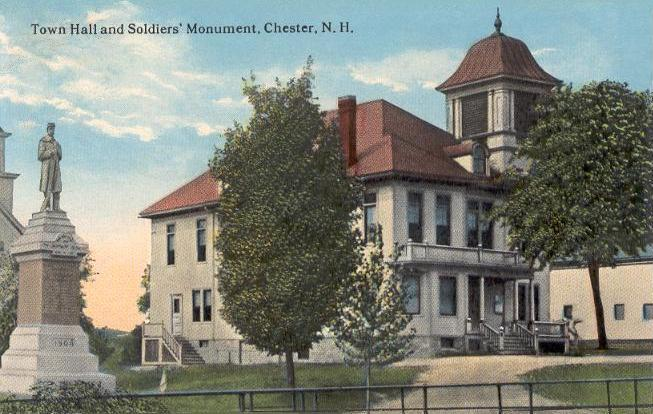